# Nasar Hetman
Nasar Hetman (ukrainisch Назар Гетьман, wiss. Transliteration Nazar Hetʹman, * 18. Juni 2003 in Bachmut) ist ein ukrainischer Volleyballspieler.

## Karriere
Hetman begann seine Karriere in der Heimat bei VK Bachmut. 2021 ging er zum Studium an die Universität Daugavpils und spielte in der Universitätsmannschaft. In der Saison 2022/23 war der Außenangreifer in der belgischen Liga bei VC Greenyard Maaseik aktiv, wo er jedoch wenig zum Einsatz kam. Deshalb wechselte er zum türkischen Verein Türşad SK. Am Saisonende spielte er außerdem noch für Shabab Al-Ahli in Dubai. Mit der A-Nationalmannschaft trat er im Sommer 2024 in der Nations League an. Danach wechselte Hetman zum deutschen Bundesligisten VfB Friedrichshafen.